# Enrico Zaina
Pour les articles homonymes, voir Zaina.
Enrico Zaina (né le 27 septembre 1967 à Brescia, en Lombardie) est un ancien coureur cycliste italien.

## Biographie
Enrico Zaina devient professionnel en 1989 et le reste jusqu'en 2000. Au cours de sa carrière, il a notamment remporté une étape sur le Tour d'Espagne et trois sur le Tour d'Italie. 

## Palmarès

### Palmarès amateur
- 1983
  - Trofeo Franco Balestra
- 1985
  - 3e des Tre Ciclistica Bresciana
- 1986
  - Trophée Alvaro Bacci
- 1987
  - 4e étape du Tour de la Vallée d'Aoste
- 1988
  - Bassano-Monte Grappa
  - Classement général du Tour de la Vallée d'Aoste
  - 2e du championnat d'Italie sur route amateurs

### Palmarès professionnel
| - 1991 - 2e du Tour des Pouilles - 1992 - 18e étape du Tour d'Espagne - 1993 - Classement général de la Semaine cycliste bergamasque - 1995 - 11e étape du Tour d'Italie - 7e du Tour d'Italie - 1996 - 9e et 20e étapes du Tour d'Italie - 2e du Tour d'Italie - 2e du Tour du Trentin - 6e de la Flèche wallonne | - 1997 - 4e du Tour d'Espagne - 1998 - 3e de la Semaine cycliste lombarde - 1999 - 3e étape de la Semaine cycliste lombarde - 3e de la Semaine cycliste lombarde |  |

### Résultats sur les grands tours

#### Tour d'Italie
11 participations
- 1990 : 16e
- 1991 : 45e
- 1992 : 28e
- 1993 : 16e
- 1994 : 26e
- 1995 : 7e, vainqueur de la 11e étape
- 1996 : 2e, vainqueur des 9e et 20e étapes
- 1997 : non-partant (13e étape)
- 1998 : non-partant (18e étape)
- 1999 : non-partant (21e étape)
- 2000 : abandon (10e étape)

#### Tour de France
5 participations
- 1991 : 93e
- 1994 : 39e
- 1995 : 42e
- 1996 : abandon (3e étape)
- 2000 : 38e

#### Tour d'Espagne
4 participations
- 1989 : abandon (9e étape)
- 1992 : 53e, vainqueur de la 18e étape
- 1993 : 39e
- 1997 : 4e